# La strega del frutteto
La strega del frutteto è un singolo del produttore italiano Sick Luke, pubblicato il 5 novembre 2021 come primo estratto dal primo album in studio X2. Ha visto la partecipazione, sia alla voce che ai testi, dei rapper Chiello e Madame.

## Tracce
Testi di Rocco Modello, Francesca Calearo, musiche di Sick Luke.
1. La strega del frutteto – 3:05

## Classifiche
| Classifica (2022) | Posizione massima |
| ----------------- | ----------------- |
| Italia            | 18                |